# Supplementum Epigraphicum Graecum
O Supplementum Epigraphicum Graecum (SEG) é uma publicação anual (publicada por J.C. Gieben, em Amsterdã, nos Países Baixos até a sua morte em 2006, agora publicado por Brill) que reúne bibliografia e sumários das inscrições gregas publicadas o ano anterior; as novas inscrições têm o texto grego completo bem como a argumentação crítica. A publicação abrange o mundo grego, embora não esteja incluído o material posterior ao século VIII a.C.. Cada tratado contém a coleta de um único ano; assim, o tratado de "SEG" publicado em 2005 conteve todas as inscrições publicadas em 2001.

## História
O "SEG" foi fundado em 1923 pelo erudito holandês J. J. E. Hondius. Foram publicados doze volumes entre 1923 e 1950, e uns treze novos volumes por A. G. Woodhead entre 1951 e 1971. Houve então uma parada até 1978, quando a publicação foi prosseguida por Henk W. O Pleket e Ronald S. Stroud, quem modernizou o "SEG" e criou a publicação que ainda perdura hoje.
Os editores atuais de "SEG" são: Angelos Chaniotis, Thomas Corsten, Ronald S. Stroud, e Johan H. M. Strubbe.